# Louis Latouche

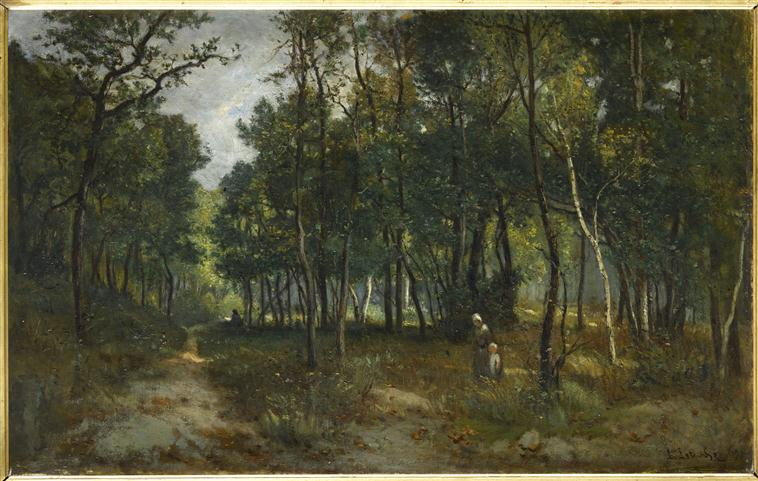
Sous bois aux personnages (Onderhout met figuren), 1869. Olieverf op doek, 0,45 x 70 cm. Collectie Ville de Fontainebleau

Louis Latouche (La Ferté-sous-Jouarre, 29 september 1829 - Saint-Dié-des-Vosges, 24 augustus 1883) was een kunstschilder. Hij startte als verkoper van verf, schilderdoeken en ander schildermateriaal, inlijster en kunsthandelaar in Parijs. Zijn zaak was gevestigd op nr. 59 van de rue Pigalle (1864), vervolgens (1865) in de rue St. Augustin 25 en uiteindelijk (1868) in de rue Lafayette nr. 34.

## De handelaar
Hij was bevriend met en leverancier van de schilders van de school van Barbizon en van de impressionisten. In zijn klantenkring vinden we Paul Gachet en Armand Gautier. Hij steunde de jonge schilders, exposeerde en verkocht de werken van Camille Pissarro, Claude Monet, Dr. Gachet, Amand Desiré Gautier, Paul Gauguin, Frédéric Bazille, Pierre-Auguste Renoir en Alfred Sisley in zijn winkel. Zelf kocht hij verscheidene doeken van Monet. Hij besprak met hen ook zijn eigen werken. Toen de kunsthandelaar Paul Durand-Ruel werk van de impressionisten begon te verkopen (ca. 1870) staakte Louis Latouche de tentoonstelling en verkoop van hun werken in zijn zaak, maar hij bleef de schilders levenslang steunen.
Toen Louis Latouche in 1883 overleed, zette zijn vrouw de zaak alleen voort tot 1887. De impressionisten, maar ook Paul Gauguin en Vincent van Gogh, lieten hun doeken door Latouche opspannen en inlijsten. Als Vincent naar de galerie van zijn broer Theo ging, kwam hij langs Rue Laffitte op de hoek van Rue Lafayette.

## De schilder
In 1857 liet Latouche een bark, Le Botin, ombouwen tot schildersatelier zodat hij zijn geliefde landschappen vanuit een ander gezichtspunt kon schilderen.
Vanaf 1866 nam Latouche deel aan het Parijse salon met landschappen uit de omgeving van Parijs en met zeegezichten geschilderd aan de kust. Hij nam bijna elk jaar opnieuw deel aan het Salon tot in 1882, een jaar voor zijn dood. In de catalogus van 1870 wordt hij een leerling van Jean-Baptiste Corot genoemd. Bij de tentoongestelde werken waren onder meer: Approche de l'orage à la pointe de l'île de Saint-Ouen (1868),  Le cours d'eau, effet du matin (1869), Le Pont d'Asnières (1870), La Seine à Asnières (1870), Marée basse à Berck (1871), La Mer à Cayeux (1876), Départ pour la pêche soleil couchant (1880).
In 1867 werd Latouche geweigerd op het salon. Tijdens een van de bijeenkomsten bij hem thuis met Sisley, Pissarro, Frédéric Bazille en Renoir kwamen ze op het idee om een petitie op te stellen om opnieuw een Salon des Refusés in te richten, maar daar kwam niets van in huis. In 1873 werd hij opnieuw geweigerd op het officiële salon en toen nam hij deel aan het Salon des Refusés dat dan opnieuw werd ingericht.
Hij was lid van "La Société Coopérative des peintres" die de eerste impressionistententoonstelling in het voormalige atelier van Nadar in 1874 organiseerde. Hij nam zelf aan die tentoonstelling deel met zeven werken. In de catalogus vinden we: Clocher de Berck (n°67), Vue des quais, Paris (n°68), La Plage, marée basse, à Berck (n°69), Sous bois (n°70). 
Volgens Lionello Venturi leunde zijn stijl aan bij het werk van Sisley, Monet en Pissarro.
- International Standard Name Identifier: 0000 0000 6788 2096
- Library of Congress Control Number: nr89014683
- RKD-Nederlands Instituut voor Kunstgeschiedenis: 48238
- Système universitaire de documentation: 108021947
- Union List of Artist Names: 500072996
- Virtual International Authority File: 41686090